# 732.º Batallón Antiaéreo Ligero
El 732.º Batallón Ligero Antiaéreo (732. leichte Flak-Abteilung (v)) fue una unidad de la Luftwaffe durante la Segunda Guerra Mundial.

## Historia
Fue formado en julio de 1940 en Leipzig, como 732.º Batallón Antiaéreo Ligero de Reserva (desde julio de 1942 como 732.º Batallón Antiaéreo Ligero), con 1. - 3. Baterías. La 4.º Bat./732.º Batallón Antiaéreo Ligero fue formada después en 1942.
Fue disuelto en mayo de 1944:
- Grupo de Plana Mayor/732.º Batallón Antiaéreo Ligero como Grupo de Plana Mayor/114.º Regimiento Antiaéreo
- 1.º Bat./732.º Batallón Antiaéreo Ligero como la 5.º Bat./598.º Batallón Antiaéreo Mixto
- 2.º Bat./732.º Batallón Antiaéreo Ligero como la 5.º Bat./594.º Batallón Antiaéreo Mixto
- 3.º Bat./732.º Batallón Antiaéreo Ligero como la 6.º Bat./600.º Batallón Antiaéreo Mixto
- 4.º Bat./732.º Batallón Antiaéreo Ligero como la 6.º Bat./594.º Batallón Antiaéreo Mixto

## Servicios
- enero de 1942: en Paluel.
- agosto de 1942: pérdidas en Dieppe.
- febrero de 1943: en Paluel.
- 1 de febrero de 1943: en Beauvais bajo la 16.ª División Antiaérea (656.º Regimiento Antiaéreo).
- 1 de noviembre de 1943: en Beauvais bajo la 16.ª División Antiaérea (656.º Regimiento Antiaéreo).
- 1 de enero de 1944: bajo la 16.ª División Antiaérea (431.º Regimiento Antiaéreo).
- 1 de febrero de 1944: bajo la 16.ª División Antiaérea (431.º Regimiento Antiaéreo).
- 1 de marzo de 1944: en Lille bajo la 16.ª División Antiaérea (431.º Regimiento Antiaéreo).
- 1 de abril de 1944: bajo la 16.ª División Antiaérea (129.º Regimiento Antiaéreo).
- 1 de mayo de 1944: bajo la 16.ª División Antiaérea (129.º Regimiento Antiaéreo).